# インド高速鉄道計画

計画されている高速鉄道路線網

インド高速鉄道計画（インドこうそくてつどうけいかく）はインド鉄道省とインド鉄道が進めている高速鉄道建設計画。

## 概要
2014年の総選挙において、二大政党であるインド人民党とインド国民会議の両方が高速鉄道の建設を公約に掲げた。総選挙に勝利したナレーンドラ・モーディー率いるインド人民党は、ダイヤの四角形構想として、チェンナイ・デリー・コルカタ・ムンバイの四大都市を結ぶ路線網の建設を約束した。

最初の区間はムンバイ - アフマダーバード間約500kmで、2017年着工、2027年開業予定。費用は9800億ルピー（147億米ドル）で、日本から最大で1兆4600億円の円借款で資金調達することが2015年12月合意された。
高速鉄道は全線高架で建設される予定。
また、インド鉄道は既存路線の改良による高速化も目指しており、2014年7月にはデリー - アーグラー間の試験走行において160km/hの速度を達成。2019年、ヴァンデ・バーラト急行が運行を開始した。

## 歴史
高速鉄道の導入を最初期に提案したのは1980年代、当時鉄道大臣であったマーダヴ・ラーオ・シンディアである。調査の結果、建設費が莫大になること、および在来線と比較して高額な運賃を乗客が負担できないことを理由に現実的でないとされた。
1987年に行われたフィジビリティスタディの結果、鉄道研究デザイン標準機構と国際協力機構は速度250km/h～300km/hの専用線の建設費用を1kmあたり4900万ルピーと試算した。これを年率10%のインフレで計算すると、2010年時点で1kmあたり4億3900万ルピー（950万米ドル）となる。また、フィジビリティスタディの中で、ムンバイ - アフマダーバード間の建設が最も実現性が高いとされた。
2009年12月18日、商業、観光、巡礼などの中心都市を速度250km/h～350km/hで結ぶ高速鉄道計画を盛り込んだインド鉄道省による白書「ビジョン2020」がインド議会に提出された
。白書によると、以下の6つの回廊への導入が提唱された。
- デリー - チャンディーガル - アムリトサル
- プネー - ムンバイ - アフマダーバード
- ハイダラーバード - カジペット - ドルナカル - ヴィジャヤワーダ - チェンナイ
- ハウラー - ハルディア
- チェンナイ - バンガロール - コーヤンブットゥール - エルナクラム
- デリー - アーグラ - ラクナウ - ワーラーナシー - パトナ

2013年10月29日、インド鉄道は提唱された高速鉄道の導入のため、インド高速鉄道会社(High Speed Rail Corporation of India Ltd, HSRC)を設立した。全ての高速鉄道は官民連携でBOT方式で建設される。
2015年12月12日、日印首脳会談にて、ムンバイ - アフマダーバード間の高速鉄道において日本の新幹線方式を採用することで合意。
日本が資金面及び技術面で援助することになり、円借款は最大で総事業費の81％と決まった。また、建設に伴う詳細は、合同委員会を設け協議することになった。
2017年9月14日、アーメダバードで、ムンバイ - アフマダーバード間の高速鉄道の起工式が行われた。
2020年、用地買収の遅れにより日印両政府の間で延期の協議を行う。2020年時点で用地買収の完了は5割程度であった。
2022年、マハーラーシュトラ州が高速鉄道計画に必要な申請許可を認める。現時点でインド高速鉄道公社は計画の具体的な遅れについての声明はなく2027年遅ければ2030年との報道もインドでは出ている。

## 路線
| 路線                                            | 経路                                                                                     | 軌間 | 最高速度 | 距離(km)     | 状態                             |
| ----------------------------------------------- | ---------------------------------------------------------------------------------------- | ---- | -------- | ------------ | -------------------------------- |
| ダイヤの四角形                                  | デリー - ムンバイ - チェンナイ - コルカタ - デリー                                       | 1676 | 250～350 | 6,500～7,000 | 2014年度予算承認済み             |
| ハウラー - ハルディア高速旅客線                 | ハウラー - ハルディア                                                                    | 1676 | 250～300 | 135          | 国家計画委員会と首相府の承認済み |
| デリー - コルカタ高速旅客線                     | デリー - アーグラ - カーンプル - ラクナウ - ワーラーナシー - パトナ - コルカタ           | 1676 | 200～350 | 991          | 国家計画委員会と首相府の承認済み |
| デリー - アムリトサル高速旅客線                 | デリー - チャンディーガル - アムリトサル                                                 | 1676 |          | 450          | 国家計画委員会と首相府の承認済み |
| デリー - ジョードプル高速旅客線                 | デリー - ジャイプル - アジュメール - ジョードプル                                        | 1676 |          | 591          | 構想                             |
| アフマダーバード - ドワールカー高速旅客線       | アフマダーバード - ラージコート - ジャームナガル - ドワールカー                          | 1676 |          |              |                                  |
| ムンバイ - ナーグプル高速旅客線                 | ムンバイ/ナビムンバイ - ナーシク - アコーラー - ナーグプル                               | 1676 |          |              | 構想                             |
| ムンバイ - アフマダーバード高速旅客線           | ムンバイ - アフマダーバード                                                              | 1676 | 320      | 534          | 2017年9月、起工                  |
| ラージコート - ベラバル高速旅客線               | ラージコート - ジュナーガド - ベラバル                                                   | 1676 | 350      |              |                                  |
| ハイダラーバード - チェンナイ高速旅客線         | ハイダラーバード - カジペット - ドルナカル - ヴィジャヤワーダ - チェンナイ               | 1676 |          | 664          | 国家計画委員会と首相府の承認済み |
| チェンナイ - ティルヴァナンタプラム高速旅客線   | チェンナイ - バンガロール - コーヤンブットゥール - エルナクラム - ティルヴァナンタプラム |      | 350      | 850          | 国家計画委員会と首相府の承認済み |
| ティルヴァナンタプラム - マンガロール高速旅客線 | ティルヴァナンタプラム - マンガロール                                                    | 1435 | 300      | 585          | ケーララ州政府により廃止         |
| バンガロール - マイソール高速旅客線             | バンガロール - マイソール                                                                |      | 350      | 110          | 2014年度予算承認済み             |

## 車両
ムンバイ - アフマダーバード間を結ぶムンバイ-アーメダバード間の高速鉄道回廊向けの車両として、JR東日本E5系新幹線の同型車両が25編成輸出されることが決定している。最高速度は320km/h、定員数はビジネスクラス55名、スタンダードクラス698名を予定している。
軌道や架線の点検用としてE3系とE5系の中古車両が無償譲渡される予定。
2030年代にはE10系の導入を予定している。

## 実現性
以下の企業・団体によるフィジビリティスタディ（実現可能性調査）が行われている。
- プネー - アフマダーバード間：仏Systra、伊Italferr、インド鉄道技術経済サービス（RITES）
- デリー - パトナ間：英Mott MacDonald
- ハウラー - ハルディア間：西INECO、西Prointec、西Ayesa
- ハイダラーバード - チェンナイ間：日本貿易振興機構(JETRO)、Oriental Consultancy、米Parsons Brinckerhoff

2013年9月デリーにて、アフマダーバード - ムンバイ間の高速鉄道のフィジビリティスタディを18ヶ月以内に完了させることで、日印両政府が合意した。調査費用は5億円で、日印両政府が50%ずつ支出する。